# Goworek (wojewoda sandomierski)
Goworek z rodu Rawiczów (zm. między 1212 a 1223), wojewoda sandomierski i kasztelan krakowski.
W 1195 roku brał udział w bitwie nad Mozgawą po stronie księcia Leszka Białego i jego młodszego brata Konrada, lecz został pojmany przez książąt śląskich Mieszka I Plątonogiego i Jarosława opolskiego (zwolenników Mieszka III Starego) i zwolniony kilka miesięcy później po zapłaceniu okupu. W 1202 roku rycerstwo krakowskie z wojewodą krakowskim Mikołajem na czele oferowało Leszkowi tron w Krakowie (dzielnicę senioralną) pod warunkiem odsunięcia od siebie Goworka, który był jego doradcą. Goworek gotów był ustąpić, ale Leszek odmówił wszelkich układów. Po śmierci Mikołaja i objęciu tronu krakowskiego przez Leszka (prawdopodobnie w 1206 roku) Goworek został mianowany kasztelanem krakowskim.